# 楚皮夫卡
50°16′20″N 36°10′45″E / 50.27222°N 36.17917°E
楚皮夫卡（烏克蘭語：Цупівка）是位於烏克蘭東部的村莊，由哈爾科夫州哈爾科夫區的德爾哈奇市鎮負責管轄。該村始建於1680年，面積1平方公里，海拔高度134米，2001年人口1,010，人口密度每平方公里1,010人。